# Kalembice
Kalembice (niem. Kalembitz) – część miasta Cieszyna, do 1973 roku samodzielna wieś na Śląsku Cieszyńskim.

## Historia
Miejscowość po raz pierwszy wzmiankowana została w łacińskim dokumencie Liber fundationis episcopatus Vratislaviensis (pol. Księga uposażeń biskupstwa wrocławskiego), spisanej za czasów biskupa Henryka z Wierzbna ok. 1305 w szeregu wsi zobowiązanych do płacenia dziesięciny biskupstwu we Wrocławiu, w postaci item in Chalambyci sex mansi. Zapis ten oznaczał, że wieś posiadała 6 łanów mniejszych. Jej powstanie wiąże się z przeprowadzaną pod koniec XIII wieku na terytorium późniejszego Górnego Śląska wielką akcją osadniczą (tzw. łanowo-czynszową). Wieś politycznie znajdowała się wówczas w granicach utworzonego w 1290 piastowskiego (polskiego) księstwa cieszyńskiego, będącego od 1327 lennem Królestwa Czech, a od 1526 roku w wyniku objęcia tronu czeskiego przez Habsburgów wraz z regionem aż do 1918 roku w monarchii Habsburgów (potocznie Austrii).
W latach 1766–1789 właścicielem wsi był Jan Rudolf, baron z rodu Cselestów z Celestiny. Jej ostatnim szlacheckim właścicielem był Karol Cselesta, który w 1792 sprzedał ją do Komory Cieszyńskiej.
Według austriackiego spisu ludności z 1900 w 36 budynkach w Kalembicach, będących wówczas częścią Pastwisk, mieszkało 265 osób, z tego 149 (56,2%) mieszkańców było katolikami a 116 (43,8%) ewangelikami, 259 (97,7%) polskojęzycznymi. Według spisu z 1910 roku Kalembice miały wówczas 329 mieszkańców i 40 budynków na obszarze 187 hektarów, co dawało gęstość zaludnienia równą 175,9 os./km². Wszyscy mieszkańcy byli polskojęzyczni, 251 (76,3%) było katolikami, a 78 (23,7%) ewangelikami.
W 1997 jednostkę urbanistyczną Kalembice zamieszkiwało 970 z 38115 mieszkańców Cieszyna (2,5%).
W Kalembicach znajduje się jeden z trzech kamiennych krzyży, które według ustnego przekazu znajdowały się na mogile oficerów szwedzkich w XVII wieku. Inna legenda, współczesna, mówi o tym krzyżu, że jest to krzyż pokutny, czyli krzyż wystawiany przez zabójcę w wyniku umowy pojednawczej z rodziną zabitego. Takie umowy dopuszczało prawo w średniowieczu w celu zapobieżenia krwawej zemście i niektóre z tych umów zawierały zapis o  wystawieniu krzyża.  W przypadku cieszyńskiego krzyża nie ma jednak na takie pochodzenie dowodów, a domniemanie jest oparte jedynie na nieuprawnionym założeniu, że wszystkie stare kamienne krzyże monolitowe,  o których pochodzeniu nie zachowały się  informacje,  są krzyżami pokutnymi (pojednania), chociaż w  rzeczywistości powód fundacji takich krzyży może być różnoraki, tak jak każdego innego krzyża. Niestety hipoteza ta stała się na tyle popularna, że zaczęła być odbierana jako fakt i pojawiać się w lokalnych opracowaniach, informatorach czy przewodnikach jako faktyczna informacja, bez uprzedzenia, że jest to co najwyżej luźny domysł bez żadnych bezpośrednich dowodów. Robert Zanibal, dziewiętnastowieczny cieszyński nauczyciel, działacz narodowy, pisarz ludowy, krajoznawca i folklorysta, podaje jeszcze jedną legendę dotyczącą tego krzyża. Otóż ma to być krzyż graniczny zaznaczający gdzie zaczynają się pastwiska mieszczan cieszyńskich otrzymanych od jednego z cieszyńskich książąt.